# ORP Podhalanin
ORP Podhalanin (PH) – były niemiecki torpedowiec A 80, a następnie jeden z pierwszych okrętów Marynarki Wojennej II RP.
Niemiecki torpedowiec wojennej budowy typu A 56/A 80 (A-III-Boot, Amtsentwurf 1916). Stępkę pod ten okręt położono w 1916 roku w szczecińskiej stoczni Vulcan-Werke A.G. Zwodowany został 24 października 1917 roku. Służbę w cesarskiej flocie rozpoczął 21 grudnia 1917 roku. Do końca I wojny światowej służył jako okręt szkoleniowy. Po zakończeniu działań wojennych przeszedł do Anglii, gdzie kotwiczył wraz z innymi torpedowcami w bazie Royal Navy w Rosyth.
W 1919 roku został przyznany Polsce i otrzymał nazwę ORP „Góral”. W Departamencie Spraw Morskich postanowiono, że okręt zostanie wyremontowany w kraju. ORP „Góral” pod dowództwem Aleksandra Hulewicza wraz z ORP „Mazur” i ORP „Ślązak” 8 września wyruszył w podróż do kraju holowany przez holownik „Bullger”. Do Gdańska zespół dotarł 14 września 1922 roku. Okręt w tym czasie był uzbrojony tylko w jedną niemiecką armatę kalibru 88 mm bez zamka. W 1921 roku zmieniono nazwę na ORP „Podhalanin”. Z powodu braku środków finansowych,  torpedowiec nie był remontowany i używano go jako pływający magazyn części zamiennych.
Dopiero w planie budżetowym na rok 1924 znalazły się wystarczające fundusze na remont okrętu. W tym też roku rozpoczął służbę w Marynarce Wojennej i 16 września został wcielony do Dywizjonu Torpedowców. W lipcu 1925 roku wraz z ORP „Mazur” odbył rejs szkoleniowy z podchorążymi do Kalmaru. Z dniem 1 kwietnia 1930 roku „Podhalanina” przyporządkowano do Dywizjonu Minowców. Po 1 maja 1932 roku torpedowiec znalazł się w Dywizjonie Łodzi Podwodnych. W czerwcu 1933 roku był Dywizjonie Kontrtorpedowców. 1 czerwca 1935 roku okręt był przyporządkowany do Centrum Wyszkolenia Specjalistów Floty. W 1936 dowódcą jednostki był kpt. mar. Konrad Namieśniowski. ORP „Podhalanin” został z dniem 15 lutego 1938 roku przeniesiony do II rezerwy. Po skreśleniu z listy floty 12 kwietnia 1938 roku używany był jako okręt cel dla torped. Po mobilizacji 24 sierpnia 1939 roku przeznaczony na pływający zapasowy zbiornik ropy. 2 września odholowany przez holownik „Ursus” z Gdyni pod Juratę. Zatopiony pomiędzy Jastarnią a Helem 29 września przez niemieckie He 114 z 1.(M)/Kü.Fl.Gr. 506. Dwie ich bomby typu SC 250 wybuchły w odległości około 10 metrów od dziobu zatapiając okręt.

## Dane techniczne
- Dane stoczniowe:
  - Stocznia: Stettiner Maschinenbau AG Vulcan, Szczecin (Niemcy)
  - Numer budowy: 514
  - Położenie stępki: 1916
  - Wodowanie: 24.10.1917
  - W niemieckiej służbie: 21.12.1917
  - W polskiej służbie: 1924
  - Wycofany: 12.04.1938
- wyporność:
  - standardowa/kontraktowa: 330 ton
  - normalna: ? ton
  - pełna: 381 ton
- Wymiary:
  - długość całkowita: 61,10 m
  - długość między pionami: 60,12 m
  - szerokość maksymalna: 6,41 m
  - zanurzenie:
    - pełne: 2,24 m
    - średnie: 2,21 m
- Napęd:
  - dwa kotły wodnorurkowe typu Yarrow o ciśnieniu 18,5 atm:
    - dwa opalane ropą

  - dwie turbiny AEG Vulcan o łącznej mocy: 6000 KM
  - 2 trzyłopatowe śruby o średnicy 1,70 m
- Zapas paliwa:
  - normalny: ? ton ropy
  - maksymalny: 81 ton ropy
- Osiągi:
  - prędkość:
  - maksymalna:
    - (1921) 28 w
    - (1917) 28 w

  - ekonomiczna:
    - (1921) 15 w

  - zasięg pływania: ? Mm przy prędkości 15 w, 800 Mm przy prędkości 20 w
- Załoga:
  - (1921) – 73 ludzi w tym: 3 oficerów, 70 podoficerów i marynarzy
  - (1915) – 55 ludzi w tym: 2 oficerów, 53 podoficerów i marynarzy
- Uzbrojenie:
  - 1917 – 1919:
    - 3 działa kalibru 88 mm L/30 (2 × I)
    - 30 min

  - 1924 – 1937:
    - 2 działa kalibru 75 mm Schneider wz. 97 (2 × I)
    - 2 wyrzutnie torpedowe kalibru 450 mm (1 × II)
    - 2 ckmy Maxim wz. 08 kalibru 7,92 mm (2 × I)